# Wapen van Philippeville

Het wapen van Phillipeville.

Het wapen van Phillipeville werd op 13 maart 1822 per Koninklijk Besluit door koning Willem I aan de Naamse gemeente Philippeville aangesteld. Na de onafhankelijkheid van België werd het wapen niet herbevestigd. Wel werd het wapen in 1977 opnieuw toegekend naar aanleiding van een gemeentelijke fusie.

## Blazoenering
De blazoenering van het wapen luidt als volgt:
D'azur à la croix de Bourgogne d'or, cantonnée de quatre lettres majuscusle [P] couronnées, le tout d'argent. L'écu sommé d'une couronne d'or à cinq fleurons.
Van azuur een Bourgondisch kruis van goud, in de kwartieren vier gekroonde hoofdletters P, alles van zilver. Getopt door een kroon van vijf bladeren.
Het wapen is blauw van kleur met daarop een gouden Bourgondisch kruis. Tussen de benen van het kruis zijn vier zilveren hoofdletters P geplaatst. Boven elke P een zilveren kroon. Op het wapen staat een gouden kroon van vijf bladeren, een zogenaamde markiezenkroon.

## Geschiedenis
Het wapen gaat terug op de stichting van de stad in 1554. Het Bourgondisch kruis en de gekroonde P verwijzen naar de stichter van de stad: Filips II van Spanje (Frans: Philippe II). De stad is tevens naar hem vernoemd, waardoor het wapen als een sprekend wapen gezien kan worden.